# 苇箔

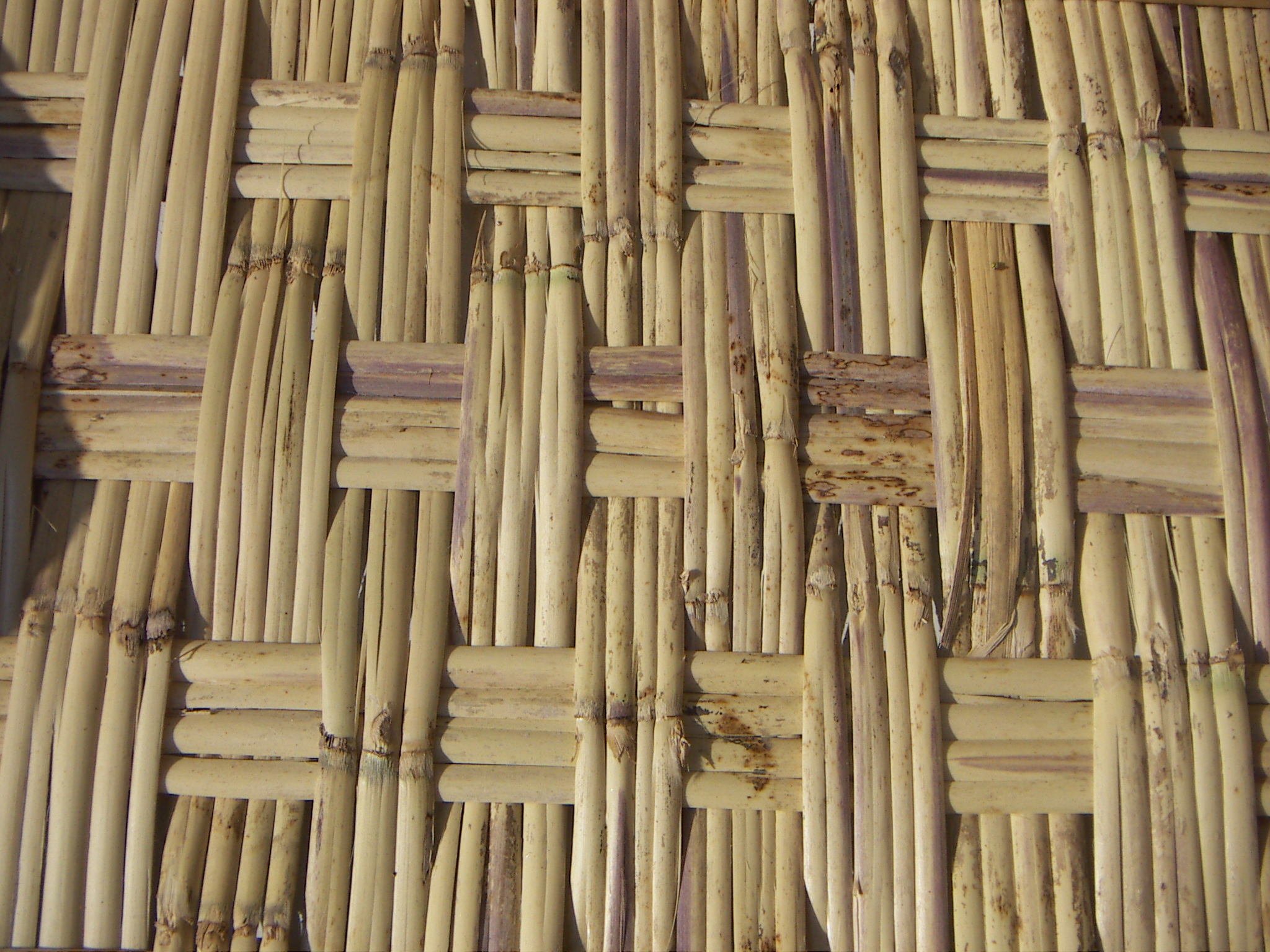

苇箔是一种用芦苇制作的建筑材料。可以盖屋顶、铺床，也可以当门帘和窗帘使用。

## 语源
《清平山堂话本·蓝桥记》：“俄於苇箔之中，出双玉手，授甆瓯”。

## 建筑
建筑用的苇箔有两种：一种叫灰箔，用于吊顶棚、打隔断墙；另一种叫子箔，用于铺房顶。